# Roberto Locatelli
Roberto Locatelli (Bergamo, 1974. július 5. –) olasz motorversenyző, legutóbb a MotoGP 250 köbcentiméteres géposztályában versenyzett.

## Karrierje
Pályafutását még 1994-ben kezdte, ahol hazai versenyén indult szabadkártyásként. Ezen a hétvégén mindenkit meglepett, ugyanis rögtön a pole-pozícióból indulhatott. A verseny már nem sikerült ennyire jól számára, ugyanis csak tizedik lett. Ezt követően két évig a negyedliteresek között szerepelt, azonban mivel nem tudott kiugró eredményeket produkálni, 1997-ben visszatért a 125-ösök közé.
1998-ban már megszerezte első dobogós helyezéseit, 1999-ben pedig először állhatott fel a dobogó legfelső fokára. Első győzelmét Franciaországban aratta. Év végén az előkelő negyedik helyen zárta a világbajnokságot. 2000-re tovább tudott fejlődni. Rögtön a második futamon, Malajziában felállhatott a dobogó legfelső fokára, és később ezt még négyszer tudta megismételni, többek között a hazai pályán, Mugellóban is. Év végén 230 pontot szerzett, ezzel a japán Ui Júicsit 13 ponttal megelőzve meg tudta szerezni a világbajnoki címet.
2001-ben ismét a negyedliteresekhez szerződött. Két itt töltött év után ismét visszalépett egyet, a 2003-as szezont ismét a nyolcadliteresek között kezdte meg. Itt 2004-ben szerzett még egy harmadik helyet, majd 2005-ben végleg felkerült a 250-es géposztályba. Itt 2009-ig versenyzett, ezalatt legjobb eredménye egy ötödik hely volt 2006-ból. 2009-ig versenyzett.
Többször szenvedett súlyosnak tűnő sérülést, azonban ismert volt arról, hogy mindegyikből az előzetesen vártnál gyorsabban tudott felépülni. Egy alkalommal például egy lábtörésből és egy agyrázkódásból két hónap alatt gyógyult meg.

## Teljes MotoGP-eredménylistája
(Táblázat értelmezése)

(Félkövér: pole-pozícióból indult; dőlt: leggyorsabb kört futott) 

| Év   | Géposztály | Motor   | 1       | 2       | 3       | 4       | 5       | 6       | 7       | 8       | 9       | 10      | 11      | 12      | 13      | 14      | 15      | 16      | 17     | Poz. | Pont |
| ---- | ---------- | ------- | ------- | ------- | ------- | ------- | ------- | ------- | ------- | ------- | ------- | ------- | ------- | ------- | ------- | ------- | ------- | ------- | ------ | ---- | ---- |
| 1994 | 125 cm³    | Aprilia | AUS     | MAL     | JPN     | SPA     | AUT     | GER     | NED     | ITA 10  | FRA     | GBR     | CZE     | USA     | ARG     | EUR     |         |         |        | 29.  | 6    |
| 1995 | 250 cm³    | Aprilia | AUS Ret | MAL     | JPN 18  | SPA 10  | GER     | ITA 13  | NED Ret | FRA DNS | GBR 14  | CZE 15  | BRA 9   | ARG 10  | EUR 10  |         |         |         |        | 17.  | 31   |
| 1996 | 250 cm³    | Aprilia | MAL 10  | INA Ret | JPN 18  | SPA Ret | ITA Ret | FRA 8   | NED Ret | GER     | GBR     | AUT Ret | CZE 10  | IMO 12  | CAT     | BRA 6   | AUS 9   |         |        | 17.  | 41   |
| 1997 | 125 cm³    | Honda   | MAL 17  | JPN 11  | SPA 8   | ITA 14  | AUT 8   | FRA Ret | NED 8   | IMO 7   | GER Ret | BRA 11  | GBR 5   | CZE 4   | CAT 7   | INA 10  | AUS 4   |         |        | 8.   | 97   |
| 1998 | 125 cm³    | Honda   | JPN Ret | MAL 5   | SPA Ret | ITA Ret | FRA 4   | MAD Ret | NED 7   | GBR Ret | GER 3   | CZE 8   | IMO 7   | CAT 5   | AUS 6   | ARG Ret |         |         |        | 9.   | 87   |
| 1999 | 125 cm³    | Aprilia | MAL 18  | JPN Ret | SPA 5   | FRA 1   | ITA 1   | CAT 6   | NED 3   | GBR 4   | GER 4   | CZE Ret | IMO 11  | VAL 8   | AUS 6   | RSA 4   | BRA 8   | ARG 3   |        | 4.   | 173  |
| 2000 | 125 cm³    | Aprilia | RSA 4   | MAL 1   | JPN Ret | SPA 3   | FRA 4   | ITA 1   | CAT Ret | NED 6   | GBR 4   | GER 2   | CZE 1   | POR 2   | VAL 1   | BRA Ret | PAC 1   | AUS Ret |        | 1.   | 230  |
| 2001 | 250 cm³    | Aprilia | JPN 3   | RSA 4   | SPA 8   | FRA 6   | ITA 4   | CAT 4   | NED 17  | GBR Ret | GER Ret | CZE 12  | POR Ret | VAL 7   | PAC 6   | AUS 7   | MAL 4   | BRA 3   |        | 8.   | 134  |
| 2002 | 250 cm³    | Aprilia | JPN 16  | RSA 5   | SPA 5   | FRA 4   | ITA 2   | CAT Ret | NED 7   | GBR 13  | GER 5   | CZE 7   | POR 5   | BRA Ret | PAC 9   | MAL 13  | AUS Ret | VAL 5   |        | 8.   | 119  |
| 2003 | 125 cm³    | KTM     | JPN 23  | RSA 28  | SPA Ret | FRA 15  | ITA 20  | CAT 10  | NED Ret | GBR Ret | GER 18  | CZE 17  | POR 11  | BRA 17  | PAC Ret | MAL 10  | AUS Ret | VAL 17  |        | 24.  | 18   |
| 2004 | 125 cm³    | Aprilia | RSA 2   | SPA 8   | FRA 2   | ITA 1   | CAT Ret | NED 2   | BRA 4   | GER 1   | GBR Ret | CZE 3   | POR 9   | JPN 14  | QAT 20  | MAL 4   | AUS 4   | VAL 6   |        | 3.   | 192  |
| 2005 | 250 cm³    | Aprilia | SPA 7   | POR Ret | CHN 16  | FRA 14  | ITA Ret | CAT 12  | NED 11  | GBR 12  | GER Ret | CZE 9   | JPN Ret | MAL 8   | QAT Ret | AUS 8   | TUR 8   | VAL 10  |        | 13.  | 61   |
| 2006 | 250 cm³    | Aprilia | SPA 7   | QAT 3   | TUR 4   | CHN 7   | FRA 6   | ITA 6   | CAT 4   | NED 5   | GBR 4   | GER 6   | CZE 4   | MAL 5   | AUS 7   | JPN 5   | POR 4   | VAL 2   |        | 5.   | 191  |
| 2007 | 250 cm³    | Gilera  | QAT 6   | SPA DNS | TUR     | CHN     | FRA DNS | ITA 18  | CAT 12  | GBR Ret | NED 9   | GER 10  | CZE 10  | SMR 7   | POR Ret | JPN 16  | AUS 11  | MAL 7   | VAL 13 | 13.  | 59   |
| 2008 | 250 cm³    | Gilera  | QAT 8   | SPA 8   | POR Ret | CHN 11  | FRA 13  | ITA 6   | CAT Ret | GBR 11  | NED 9   | GER 10  | CZE 9   | SMR 4   | IND C   | JPN 10  | AUS 6   | MAL 7   | VAL 4  | 9.   | 110  |
| 2009 | 250 cm³    | Gilera  | QAT 9   | JPN Ret | SPA 9   | FRA 3   | ITA 10  | CAT Ret | NED 5   | GER 10  | GBR 13  | CZE 5   | IND 5   | SMR Ret | POR Ret | AUS NC  | MAL Ret | VAL 9   |        | 11.  | 85   |